# Thân vương quốc Wales
Thân vương quốc Wales (Tiếng Wales: Tywysogaeth Cymru; Tiếng Anh: Principality of Wales) ban đầu là lãnh thổ của các Thân vương xứ Wales bản địa thuộc Nhà Aberffraw tồn tại từ năm 1216 đến năm 1283, trong thời kỳ đỉnh cao của nó từ 1267–1277, lãnh thổ thân vương quốc chiếm khoảng 2/3 diện tích xứ Wales hiện đại. Sau cuộc chinh phục xứ Wales của Vua Edward I từ năm 1277 đến năm 1283, những phần của Wales được giữ lại dưới sự kiểm soát trực tiếp của vương miện Anh, chủ yếu ở phía Bắc và phía Tây của đất nước, được tái thành lập như một Thân vương quốc mới của Wales và được cai trị bởi quốc vương hoặc người thừa kế của quốc vương mặc dù không được chính thức hợp nhất vào Vương quốc Anh. Điều này cuối cùng đã được hoàn thành thông qua Đạo luật Luật ở xứ Wales 1535 và 1542 khi Thân vương quốc không còn tồn tại như một thực thể riêng biệt.
Thân vương quốc được chính thức thành lập vào năm 1216 bởi người xứ Wales bản địa và Vua của Gwynedd, Llywelyn Vĩ đại, người đã tập hợp các nhà lãnh đạo khác của pura Wallia tại Hội đồng Aberdyfi. Thỏa thuận sau đó được công nhận bởi Hiệp ước Worcester năm 1218 giữa Llywelyn Vĩ đại xứ Wales và Henry III của Anh. Hiệp ước đã tạo cơ sở cho thực tế chính trị của xứ Wales và Anh thế kỷ XIII, cũng như mối quan hệ của người trước đây với Đế quốc Angevin. Thân vương quốc vẫn giữ được mức độ tự trị lớn, với đặc trưng bởi một nền luật pháp riêng biệt dựa trên các luật được thiết lập tốt của Cyfraith Hywel, và bởi triều đình được điều hành ngày càng tốt của Nhà Aberffraw. Mặc dù Thân vương quốc thề trung thành với vua Angevin của Anh, nhưng trên thực tế thì nó độc lập, với địa vị tương tự trong đế chế như Vương quốc Scotland.
Thời kỳ độc lập trên thực tế kết thúc với việc Edward I chinh phục Thân vương quốc từ năm 1277 đến năm 1283. Theo Quy chế của Rhuddlan, Thân vương quốc mất độc lập và thực sự trở thành một lãnh thổ bị sát nhập vào Vương quốc Anh. Từ năm 1301, các vùng đất của vương miện ở phía Bắc và phía Tây xứ Wales đã hình thành nên một phần của quyền thừa kế nước Anh, với tước hiệu "Thân vương xứ Wales". Khi thân vương lên ngôi vua Anh, vùng đất và tước vị lại được hợp nhất với Vương miện. Những người xứ Wales đã 2 lần nổi dậy trong thời kỳ này nhưng cả hai lần đều không thành công.
Kể từ khi Đạo luật Luật xứ Wales 1535–1542 được thông qua, xứ Wales chính thức bị nhập vào Vương quốc Anh, không có cơ sở địa lý hoặc hiến pháp nào để mô tả bất kỳ lãnh thổ nào của Wales là một Thân vương quốc, mặc dù thuật ngữ này đôi khi được sử dụng trong một ý nghĩa thân mật để mô tả đất nước, và liên quan đến tước hiệu danh dự của Thân vương xứ Wales.